# Jonquièiras (Erau)
Jonquièiras (en francès Jonquières) és un municipi occità del Llenguadoc, situat al departament de l'Erau i a la regió d'Occitània.